# Roman Šuchevyč
Roman Taras Josypovyč Šuchevyč, ukrajinsky Роман Йосипович Шухевич (30. července 1907 Krakovec, Rakousko-Uhersko – 5. března 1950 Bilohoršča, Sovětský svaz) byl ukrajinský politik, voják, vůdčí osobnost Organizace ukrajinských nacionalistů a od května 1943 do smrti v roce 1950 vrchní velitel Ukrajinské povstalecké armády na území Ukrajinské SSR.

## Mládí a vzdělání
Roman Taras Josypovyč Šuchevyč se narodil v Krakovci (Krakowiec, Jaworów powiat) v Haličsko-vladiměřském království, městě ležícím mezi Lvovem a dnešní ukrajinsko-polskou hranicí. Království bylo tehdy součástí Rakouska-Uherska. Podle jiných zdrojů se narodil ve Lvově samém. Oba rodiče se účastnili ukrajinského obrozeneckého hnutí 19. století. Mezi rodinné příslušníky patřili politikové, hudebníci, vědci a umělci. 

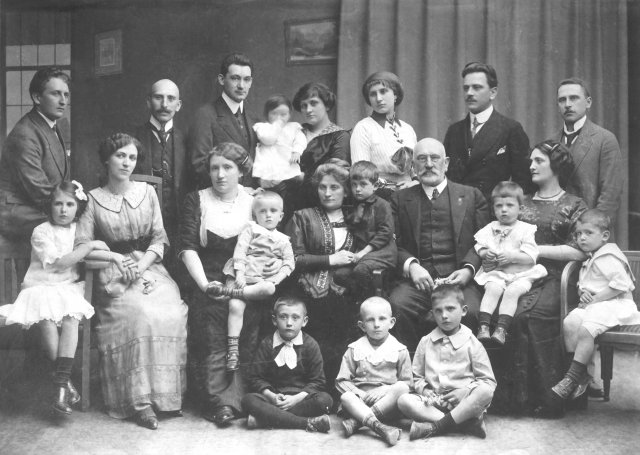
Rodina Šuchevyčů počátkem 20. století

Šuchevyčovi se dostalo základního vzdělání mimo Lvov, kvůli gymnazijním studiím se do Lvova vrátil a žil u svého děda, který byl etnografem. Jeho názorovou orientaci ovlivnil Jevhen Konovalec, velitel Ukrajinské vojenské organizace, který Šuchevyčovi v letech 1921 až 1922, kdy už značná část dnešní Ukrajiny patřila do obnoveného Polska, pronajal místnost v domě svého otce.
V říjnu 1926 nastoupil na Lvovský polytechnický institut ke studiu stavebnictví. V roce 1934 studia zakončil inženýrským titulem. V té době byl znám také dobrými atletickými výkony a získal množství cen. Byl rovněž nadaným hudebníkem a spolu s bratrem Jurijem absolvoval Lysenkův hudební institut ve Lvově.

## Vojenský výcvik
Vojenskou službu absolvoval v letech 1928–1929 v polské armádě. Coby vysokoškolský student byl Šuchevyč automaticky zařazen do důstojnického kurzu, avšak byl považován za nespolehlivého a sloužil jako vojín u dělostřelectva ve Volyni.

## Ukrajinská vojenská organizace
V roce 1925 se připojil k Ukrajinské vojenské organizaci (ukrajinsky Українська Військова Організація). O rok později dostal rozkaz k vraždě Stanisława Sobińského, vrchního školního inspektora ve Lvově, kterého Ukrajinci obviňovali z polonizace ukrajinského školství. Sobińského zavraždili v přítomnosti jeho manželky na ulici Królewskiej ve Lvově devatenáctiletý Šuchevyč a Bohdan Pidhajny 19. října 1926.

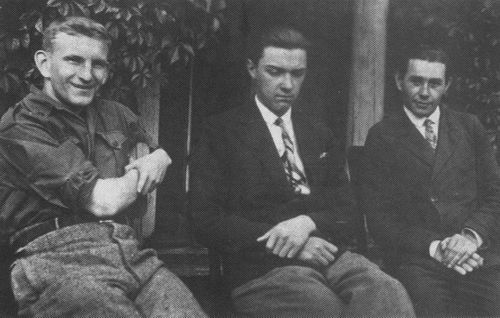
Roman Šuchevyč (vlevo) na Volyňsku, 1930

V únoru 1929 byla ve Vídni založena Organizace ukrajinských nacionalistů. Šuchevyč se pod krycím jménem Дзвін (Zvon) stal vojenským referentem výkonného vedení.

## Uvěznění v Polsku
Poté, co 15. června 1934 OUN zavraždila polského ministra vnitra Bronisława Pierackého, následovalo hromadné zatýkání. Šuchevyč byl zatčen 18. července a internován v koncentračním táboře v Bereznoj Kartuške (dnešní Bjaroza v západním Bělorusku). Pro nedostatek důkazů byl v prosinci 1935 propuštěn.
Ve varšavském procesu (18. prosince 1935 - 13. ledna 1936) s příslušníky OUN byl předvolán jako svědek. Trval na svém právu hovořit ukrajinsky, za což dostal pokutu 200 zlotých. Když pozdravil soud zvoláním „Slava Ukrajiny!“, byl znovu uvězněn. Po propuštění na amnestii v roce 1937 opět krátce organizoval odboj proti polské vládě.

## Akce v Československu

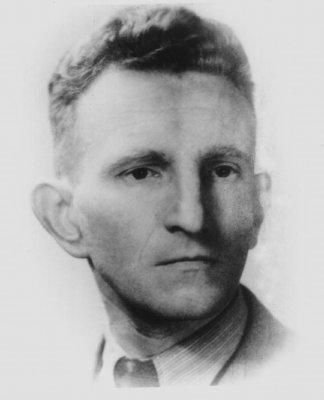
Potrtrét Šuchevyče

Po Mnichovské dohodě se ukrajinští nacionalisté částečně zaměřili na oslabenou druhou Československou republiku, kterou považovali za snadnější cíl svých akcí než Polsko. V listopadu 1938 totiž Podkarpatská Rus získala autonomii v rámci Československa a někteří příslušníci OUN se tam přesunuli, aby vybudovali odbojnou Karpatskou síč. V prosinci do zbytkového Československa z Polska ilegálně přicestoval i Roman Šuchevyč a usídlil se v Chustu, kde s podporou tajné služby Třetí říše (Abwehr) vybudoval velitelství pro boj proti centrální československé vládě. Brzy ale dospěl k názoru, že také autonomní podkarpatská vláda je příliš pročeská a rozhodl se ji svrhnout. Zatímco slovenští nacionalisté v čele s Jozefem Tisem dojednávali s Adolfem Hitlerem vyhlášení samostatnosti Slovenského státu, Šuchevyč s německými agenty zorganizoval povstání Karpatské Siče, tedy puč proti podkarpatské autonomní vládě, který zahájili v noci ze 13. na 14. března 1939. S pomocí ukrajinských sympatizantů mezi četníky získali zbraně, ale jejich útok na kasárna česko-slovenské armády byl odražen. Pod velením generála Lva Prchaly pak armáda pučisty rozprášila. V samotném Chustu bylo zabito 11 příslušníků OUN a 51 jich bylo zajato. Hned následující den, 15. března, však došlo k německé okupaci Čech, Moravy a Slezska a Podkarpatská Rus byla vzápětí obsazena maďarským vojskem. Podobně jako zbytky československé armády se i síčovci museli stáhnout do Rumunska.

## Ve službách nacistů
Během prvních válečných let Šuchevyč působil v Polsku. V té době se OUN rozštěpila na dvě frakce - umírněnou pod vedením Andrije Melnyka (OUN-M) a radikální pod vedením Stepana Bandery (OUN-B). Obě frakce pracovaly pro nacistické Německo, ale po začátku Operace Barbarossa, tedy přepadení Sovětského svazu, se banderovci stále více zapojovali do „přímých akcí“, což Melnyk kvůli své katolické víře odmítal. Šuchevyč se připojil k Banderovi a pod vedením Abwehru z ukrajinských nacionalistů zformovali dva „policejní“ prapory, Nachtigall a Roland, které se podílely na rozsáhlých etnických čistkách na Ukrajině, například na pogromech ve Lvově. Šuchevyč velel praporu Nachtigall, a po jeho reorganizaci na policejní Schutzmannschaft Battalion 201 byl zástupcem velitele praporu a velitelem 1. roty. K reorganizaci došlo kvůli nepokojům, které mezi ukrajinskými nacionalisty vyvolalo německé zamítnutí Deklarace ukrajinské nezávislosti. Prapor, složený jak z dobrovolníků OUN, tak z vybraných válečných zajatců, bojoval proti partyzánům v Bělorusku. Během svého nasazení policejní prapor ztratil 49 mužů a zabil přes 2000 „partyzánů“, přičemž novější výzkumy ukazují, že toto označení zahrnovalo jak skutečné partyzány, tak i nepohodlné civilisty, včetně židů.

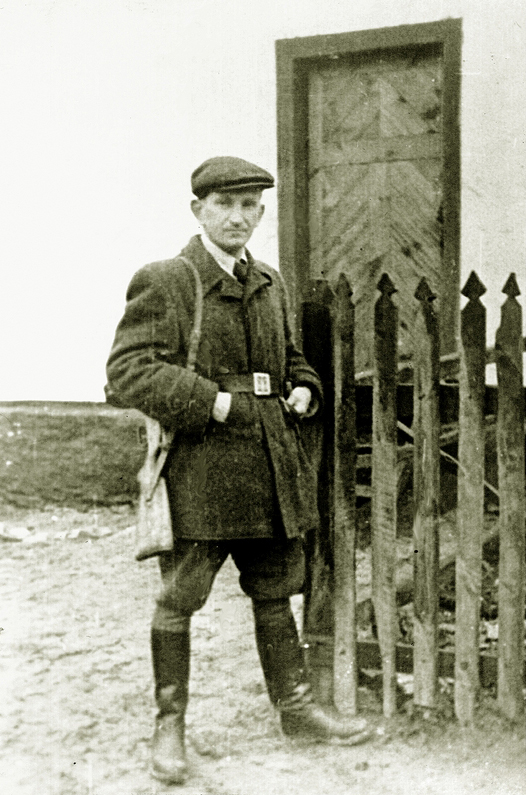
Šuchevyč v listopadu 1943

Po porážce německé armády v bitvě u Stalingradu mnoho členů OUN začalo pochybovat o správnosti spojenectví s nacistickým Německem. Po uplynutí kontraktu tak mnoho nacionalistů, včetně Šuchevyče, v lednu 1943 vystoupilo z praporu 201. Ti zbývající se přihlásili do vznikající dobrovolnické divize SS-Galizien. Přibližně 4000 ukrajinských veteránů z nacistických policejních praporů se stalo páteří Ukrajinské povstalecké armády (UPA), přičemž muži jako Oleksandr Luckyj, Vasyl Sydor a Roman Šuchevyč se ujali nejvyšších velitelských postů v UPA. Šuchevyč upevnil svou pozici v UPA i v OUN-B jako „první mezi rovnými“ a v srpnu 1943, když vrcholily volyňské masakry proti Polákům a volyňským Čechům, byl jmenován velitelem UPA. Jako bývalý velitel protipartyzánských jednotek a znalec taktiky partyzánského boje i protipartyzánských operací měl Šuchevyč ideální předpoklady pro vedení záškodnické války, kterou pak úspěšně vedl několik let.

## Smrt
Roman Šuchevyč se sám zastřelil předtím, než mohl být zatčen agenty sovětského MGB v Bilohoršče, dnes předměstí Lvova, dne 5. března 1950. Jeho obydlí bylo obklíčeno asi 700 vojáky vojska ministerstva vnitra.

## Šuchevyčův ideologický obraz
V ukrajinském národním pojetí, a to zejména na západní Ukrajině, je Roman Šuchevyč zobrazován jako hrdinný velitel největšího ozbrojeného hnutí proti krutovládě stalinismu a vůdce národního odboje. Jeho spolupráce s nacistickým Německem, genocidní politika vůči etnickým a náboženským menšinám, a především celé období od srpna 1941 do ledna 1943 jsou ve většině ukrajinských biografických prací ignorovány, zlehčovány, nebo přímo popírány. Toto chápání Šuchevyče vyústilo až v jeho posmrtné vyznamenání titulem Hrdina Ukrajiny (Герой України) prezidentem Viktorem Juščenkem v říjnu 2007.
Film "Neporažený" je ukrajinský film z roku 2000 od Olese Jančuka (režisér oceňovaného filmu Hladomor-33 z roku 1991) popisující marný boj UPA pod vedením Romana Šucheviče.
Zcela opačný je naopak Šuchevyčův obraz v sousedním Polsku a Bělorusku, kde je naopak zásadní důraz kladen na masakry civilistů páchané ukrajinskými formacemi pod Šuchevyčovým velením. Po protestech těchto států a také některých organizací z východní části Ukrajiny, bylo v dubnu 2010 Šuchevyčovo vyznamenání zpětně anulováno.
V roce 2017 byla třída Generála Vatutina v Kyjevě přejmenována na třídu Romana Šucheviče. Předseda Ukrajinského židovského výboru to označil za „národní ostudu“.
1. ledna 2024, v den výročí narození Stepana Bandery, bylo muzeum Romana Šuchevyče ve Lvově zničeno náletem ruského bezpilotního dronu.